# 1890 w polityce

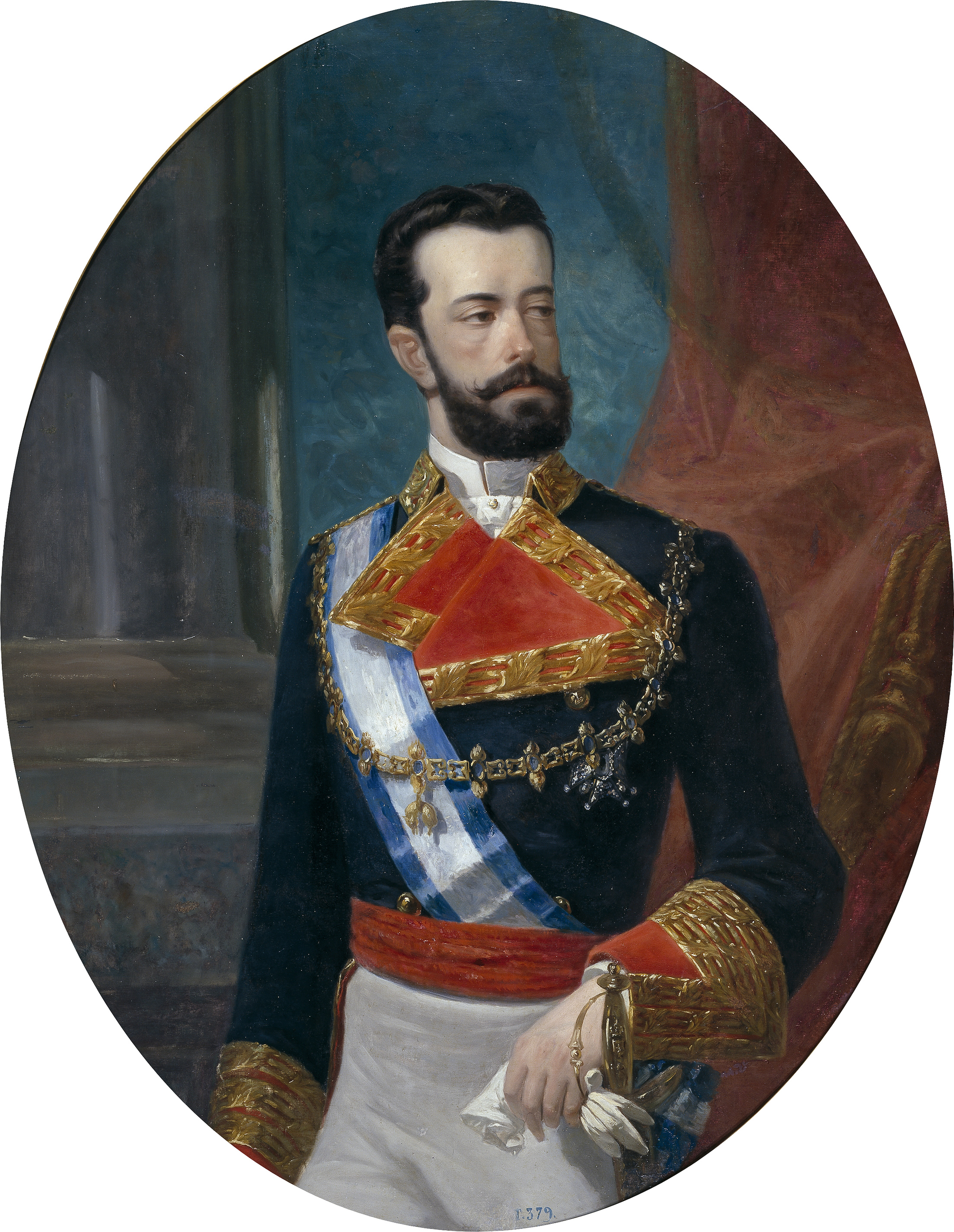
Amadeusz I Sabaudzki

Wydarzenia polityczne w 1890 roku.

## Zmarli
- 18 stycznia Amadeusz I Sabaudzki, król Hiszpanii od 1870 do 1873[1].
- 11 sierpnia Jan Henryk Newman, angielski kardynał, błogosławiony Kościoła katolickiego[2].